# جادوی واقعیت
جادوی واقعیت: چگونه می‌دانیم چه چیزی واقعاً درست است (به انگلیسی: The Magic of Reality: How We Know What's Really True)
عنوان کتابی از ریچارد داوکینز، زیست‌شناس سرشناس بریتانیایی است که در سال ۲۰۱۱ منتشر شده‌است. تصویرپردازی این اثر را دیو مک‌کین (به انگلیسی: Dave McKean) انجام داده‌است. کتاب ابتدا در بریتانیا و سپس در ایالات متحده آمریکا منتشر شد.

## سخن ناشر
جادو چهره‌های گوناگونی داشته‌است. جادو یا معجزه فراطبیعی واژه‌ای است که گذشتگان ما برای پاسخ به چگونگی رویدادهای جهان، پیش از آمدن روش‌های علمی به کار برده‌اند. مصری‌های باستان بر این باور بودند که خورده شدن خورشید به دست خدای آسمان نوت به پدید آمدن شب می انجامد. وحشیان اسکاندیناوی وایکینگ ها گمان میکردند که رنگین کمان پُلی از سوی خدا به زمین است. ژاپنی‌ها برای روشن کردن چراییِ زمین لرزه‌ها، گربه ماهی غول پیکری را در فکر خود می دیدند که زمین را بر پشت می کشد و هنگامی که دُم خود را می‌جنباند، زمین لرزه رُخ می‌دهد. اینها همه افسانه‌های فراطبیعی هستند. اما نوع دیگری از جادو در لذتی که با یافتن پاسخ درست بدست می‌آید، همراه است و آن جادوی واقعی چیزی نیست جز دانش.

کتاب "جادوی واقعیت" مجموعه‌ای از اندیشه‌های هوشمندانه و پرتوهایی شگفت انگیز از راستی و حقیقت است که گستره بزرگی از پدیده‌های طبیعی را توضیح می‌دهد. مواد از چه ساخته شده‌اند؟ عُمر هستی چقدر است؟ چرا قاره‌ها تکه‌های جدا شده از یک پازل به نظر می‌آیند؟ طوفان‌ها و امواج سونامی دریاها چگونه شکل می‌گیرند؟ این همه گوناگونی در گیاهان و جانوران برای چیست؟ نخستین مرد یا زن روی زمین چه کسانی بودند؟

این کتاب فقط یک راهنمای عکسدار برای توضیح معنای علوم نیست بلکه مُحرّکی برای اندیشیدن، مانند دانشمندان است. ریچارد داوکینز زیست‌شناس مشهور و انقلابی، از طرفداران آتشین علم، کسی است که برای بزرگسالان کتاب‌های بسیاری نوشته است. او این بار در حرکتی متفاوت با همراهی هنرمند تحسین شده دِیو مک کین، با روشنگری‌های علمی خود در راه خلق کتابی تصویری برای تمام سنین، قدرتنمایی کرده‌است. این کتاب گنجینه‌ای است برای هر کس که می‌خواهد از کار جهان سر در بیاورد. این دو مرد راهنمایی تصویری برای پرده برداری از رازهای جهان پیرامون ما در سالهای پیش رو ساخته‌اند.

## چکیده
بیشتر بخش‌های کتاب با اشاره مختصری به «اسطوره آفرینش» به عنوان تلاش بشر در زمان‌های مختلف، برای تبیین منشا آفرینش شروع می‌شود. این اسطوره‌ها از فرهنگ‌ها و ملیت‌های مختلفی - از جمله بابلی، یهودی-مسیحی، آزتک، مائوری، بومیان استرالیا، اسکاندیناوی، یونان باستان، چینی، ژاپنی و دیگر سنت‌ها - برگرفته شده‌اند. ضمن این که فصل نهم نیز شامل اسطوره معاصر «آدم‌ربایی بیگانگان» (به انگلیسی: Alien abduction) می‌شود. اما داوکنیز در فصل چهارم به‌کل این نوع اسطوره‌ها را توضیحی ساده برای ذهن ساده انسان‌های اولیه می‌داند و آن‌ها را به عنوان ایده‌ای قابل اعتنا برای عصر معاصر رد می‌کند و اعتراض و ایرادهای بسیار بر آن‌ها وارد می‌سازد؛ از جمله، با اشاره به برخی افعال خطاکارانه برخی خدایان که تنها «یک بار» انجام شده‌است، مطرح می‌کند که چنین افعالی که تنها یک بار رخ داده‌است، نمی‌تواند برای تکرار پدیده‌های مربوطه‌شان در چرخه‌هایی بی‌انتها کفایت کنند.
داوکینز، در بخش آغازین کتاب، بیان می‌کند که گر چه حکایت‌های اسطوره‌ای ساختگی بخشی فرح‌بخش از رشد هستند، اما «واقعیت»، با ظرفیت بنیادینش برای زیبایی، بسیار مفرح‌تر از هر چیز ناممکنی می‌تواند باشد. برای مثال، فرشته مادرگونه سیندرلا فقط در یک داستان افسانه‌ای می‌تواند یک کدو تنبل را تبدیل به یک کالسکه کند. اما خارج از دنیای تخیل، هر یک از این دو از سازمان درونی‌ای برخوردارند که در اساس پیچیده و تبدیل‌نشدنی به یکدیگرند.
در بخش‌های بعدی، وی به مباحث دیگری می‌پردازد؛ از زیست‌شناسی فرگشتی - که شناخته‌شده‌ترین حیطه کاری اوست -، گونه‌زایی، حرکت سیاره‌ای و گرانش گرفته تا طیف‌سنجی، زمین‌ساخت بشقابی و فرگشت ستارگان و البته پیش‌بینی‌هایی در باب اخترزیست‌شناسی. ضمن این که وی اذعان می‌کند دانشش در زمینه مکانیک کوانتوم کافی نیست و در نتیجه وارد این مبحث نمی‌شود.
نویسنده، در دو فصل آخر کتاب به نظریه آشوب و روان‌شناسی زیرساختی معجزه می‌پرازد و در این مورد به استدلال فیلسوف قرن هجدهم میلادی، دیوید هیوم استناد می‌کند.

## استقبال عمومی
تیم ردفورد (به انگلیسی: Tim Radford) در مقاله‌ای در نشریه گاردین تصویرسازی کتاب را شگفت‌انگیز و طراحی آن را زیبا می‌خواند. وی در مورد محتوا نیز می‌گوید «می‌توان این اثر را عصاره هر آن چیزی دانست که داوکینز از کتاب ژن خودخواه به بعد نوشته و چاپ کرده‌است. نقطهٔ قوت کتاب در این است که نویسنده حیطه تخصصی‌اش را به‌دقت می‌شناسد. اما نقطهٔ ضعف اثر نیز در این نکته‌است - البته از دیدگاه مخاطب خانوادگی - که او واژگان خود را، به عمد، محدود می‌کند و در عوض تصاویر فراوانی را با جنگ‌جویی‌ای که از ابتدا مشهورش کرده‌است، همراه می‌کند.»
کالین تاج (به انگلیسی: Colin Tudge)، در مقاله انتقادی‌اش برای نشریه «ایندیپندنت» (به انگلیسی: The Independent)، داوکینز را برای دفاع از «واقعیت مطلق» به چالش می‌خواند و اظهار می‌کند که «اکنون وقتی است که باید او را متوقف کرد.»
وی می‌گوید که ترجیح می‌دهد به روزهای خوش گذشته برگردد و این که «بنیان‌گذاران علوم نوین در قرن هفدهم میلادی، از جمله گالیله، نیوتن، دکارت، لایبنیتس، بویل و جان ری، همه دین‌دار بودند. برای آنان، کشف شگفتی‌های جهان از طریق علم، راهی برای بزرگ‌داشت خداوند بوده‌است.»
وی ادامه می‌دهد: «چه طور می‌توانیم به معجزه اعتقاد نداشته باشیم، وقتی چیزهایی از این دست را برای گنجاندن در کتاب‌های درسی کودکانمان ارائه می‌کنند؟»
مقاله‌ای در نشریه نیو ساینتیست (به انگلیسی: New Scientist)، آرای «اندی کولن» (به انگلیسی: Andy Coghlan) و دختر بیست‌ساله‌اش، «فیبی» (به انگلیسی: Phoebe) و پسر سیزده‌ساله‌اش، «کالوم» (به انگلیسی: Callum) را جمع‌بندی می‌کند. وی کتاب را یک «پیروزی» می‌داند، ولی معتقد است که نویسنده باید یک بخش را هم به عنوان «چرا مردم در حق هم بدی می‌کنند؟» تخصیص می‌داد. وی می‌گوید: «این کتاب فرصتی طلایی برای داوکینز در اختیار داوکینز قرار می‌دهد که بپرسد که آیا ما انسان‌ها می‌توانیم به‌گونه‌ای تکامل یابیم که با هم متمدنانه‌تر رفتار کنیم.»
فیبی هم از کتاب خوشش آمده‌است و می‌نویسد: «[وقتی خواندن را شروع کردم] حتی نمی‌توانستم کتاب را زمین بگذارم! از این که حقایق جدیدی یاد می‌گرفتم و آموخته‌های قدیمی‌ام را تقویت می‌کردم، لذت می‌بردم. به هیچ وجه سناریوی تکراری کلاس درس را نداشت. شاید مهم‌ترین دستاورد کتاب این باشد که توانسته علم را وارد زندگی عادی کند.»
کالوم هم که به سن مخاطب کتاب نزدیک‌تر است، خود را از ترغیب به الزامات واقعیت بی‌نیاز می‌داند. وی می‌نویسد: «معجزه وجود ندارد. به همین سادگی. جادوی واقعیت نظر من را در مورد هیچ چیزی عوض نکرد.»
«نویل هاوکوک» (به انگلیسی: Neville Hawcock) در نشریه فاینانشیال تایمز (به انگلیسی: Financial Times)، داوکینز را به خاطر شفافیت در توضیح می‌ستاید: «او واقعاً در این کار استاد است. بخشی که مربوط به تشکیل رنگین کمان است، شفاف‌ترین توضیحی را ارائه می‌دهد که من تاکنون خوانده‌ام.»
وی در مورد اسطوره‌های مورد اشاره داوکینز، می‌نویسد: «این خدایان کاهی مصنوعی که داوکینز خرابشان می‌کند، گرچه به درد توضیح واقعیت نمی‌خورند، اما دست کم سوژه‌های خوبی برای مک‌کین
فراهم می‌کنند.»

## جدال باشگاه خصوصی ویندگیت
در خلال تور امضای کتاب ریچارد داوکینز در اکتبر ۲۰۱۱ شمسی، حامی مالی وی، «مرکز جستار - CFI» (به انگلیسی: Center for Inquiry)، قراردادی را با «باشگاه خصوصی ویندگیت» (به انگلیسی: Wyndgate Country Club) برای در اختیار گذاشتن محل تجمع منعقد کرد. اما یکی از مسئولان این باشگاه، پس از دیدن مصاحبه‌ای از داوکینز با با برنامه «اورایلی فکتور» (به انگلیسی: The O'Reilly Factor)، برنامه حضور داوکینز در این باشگاه را ثبت کرد. داوکینز در این مورد گفته‌است که مسئولان باشگاه، بدون این که خودشان کتاب را بخوانند، تفسیر تحریف‌شده «بیل اورایلی» (به انگلیسی: Bill O'Reilly) را پذیرفته‌اند.
مدیر ارشد CFI، «جف سیور» (به انگلیسی: Jeff Seaver) اظهار داشته‌است که «ارتکاب چنین عملی از سوی ویندگیت نشان‌دهنده میزان تبعیض و تعصبی است که همیشه در حق افراد بی‌ایمان روا داشته شده‌است.»
در پی این لغو برنامه، CFI علاوه بر اعتراض، اقدام به پیگیری قانونی مسئله علیه باشگاه ویندگیت کرده‌است.

## تاریخچه نشر
- ۲۰۱۱ میلادی، بریتانیا، بنتام پرس (به انگلیسی: Bantam Press)، ۱۵ سپتامبر ۲۰۱۱، ۲۷۲ صفحه، جلد سخت، شابک ‎۹۷۸−۰۵۹۳۰۶۶۱۲۶
- ۲۰۱۱ میلادی، ایالات متحده آمریکا، فری پرس (به انگلیسی: Free Press)، ۴ اکتبر ۲۰۱۱، ۲۷۲ صفحه، جلد سخت، شابک ‎۹۷۸−۱۴۳۹۱۹۲۸۱۸
- ۲۰۱۱ میلادی، کتاب صوتی، راوی ریچارد داوکینز و لالا وارد، ۱۶ سپتامبر ۲۰۱۱، شابک ‎۹۷۸−۱۸۴۶۵۷۲۸۲۱
- ۲۰۱۱ میلادی، نرم‌افزار کاربردی آی‌پد شامل پویانمایی‌هایی بر اساس تصویرسازی‌های «دیو مک‌کین» در کتاب چاپی، ۲۳ سپتامبر ۲۰۱۱ میلادی[۱۰]